# Евристика легкості сприйняття
У психології евристика легкості сприйняття — це розумова евристика, в основі якої лежить такий принцип: якщо один об’єкт обробляється легше, швидше або плавніше, ніж інший, то мозок сприймає його як більш цінний об'єкт щодо питання, що є предметом дискусії. Іншими словами, що майстерніше та елегантніше передається ідея, то більша ймовірність того, що вона буде сприйнята позитивно, незалежно від її логічності.

## Дослідження
У 1981 Джейкобі та Даллас виявили певну закономірність — якщо об’єкт з'являється перед людьми раптово і неочікувано, але легко сприймається, то вони, ймовірно, бачили його раніше, навіть якщо й не усвідомлювали цього.
Порівняння реальних прикладів:
В 2008 Гертвіг та його колеги досліджували легкість пригадування (тобто розпізнавання) у п’яти різних референтних групах, для яких очікувався ефективний результат:
а) міста США з населенням більше 100 000 осіб
б) топ-100 німецьких компаній з найвищим доходом у 2003 році
в) топ-106 музичних виконавців США за загальними прибутками з 1958 по 2003 рік
г) найбільш високооплачувані спортсмени 2004 року
д) топ-100 найбагатших людей світу
Під час експерименту вчені виміряли затримки у розпізнаванні об’єктів учасниками. Назви об’єктів подавалися у довільному порядку, а учасників запитували, чи впізнають вони кожен з них. Гертвіг та його колеги виявили, що відмінності у затримках розпізнавання залежали від категорії об'єкта. Групи з низькою екологічною валідністю (параметр, що вимірює відповідність умов експерименту реальності), такі як компанії та музичні виконавці, показали найнижчий рівень плавності серед усіх п'яти груп. Отримані дані свідчать про те, що ми принаймні теоретично можемо дійти висновку, що ми краще запам'ятовуємо об'єкти, референтні до реального світу.
Чи здатні люди використовувати легкість пригадування?
Щоб використовувати легкість пригадування, люди повинні вміти точно оцінювати, чи розпізнавання назви об’єкта А займає більше часу, ніж розпізнавання назви об’єкта В, або навпаки. Гертвіг та його колеги досліджували, наскільки точно люди можуть розрізняти такі відмінності. Вони дійшли до таких висновків:
По-перше, люди досить добре розрізняють затримки пригадування, різниця між якими перевищує 100 мс.
По-друге, навіть якщо легкість пригадування невисока, все ж суб'єктивні судження окремих індивідів достатньо чітко вказують на ступінь екологічної валідності об'єкта за винятками тих випадків, коли вона дуже низька (наприклад, музичні виконавці).
По-третє, вони виявили, що здатність людей розрізняти є найвищою для тих груп, у яких екологічна валідність досягає максимуму.
Підтвердження передбачень евристики легкості сприйняття
Приблизно у 65-75% висновків, в яких застосовувалася евристика легкості сприйняття, фактичний вибір людей відповідав тим, які передбачала евристика. Гертвіг та його колеги також виявили, що що більша різниця між затримками розпізнавання (для двох об’єктів), то більша ймовірність того, що висновок відповідатиме передбаченням евристики легкості пригадування.
Нейронні кореляти евристики легкості сприйняття:
В 2010 Вольц, Шолер та фон Крамон використовували функціональну магнітно-резонансну томографію для ізолювання суджень на основі евристики, щоб виявити активність певних ділянок мозку, пов'язану із евристикою легкості. Вони визначили, що під час задіяння евристики легкості активність спостерігається у клауструмі. Оскільки активація клауструму, як вважається, інтегрує перцептивні елементи та елементи пам'яті у свідомий образ, вчені припускають, що вона також корелює і з легкістю сприйняття.
Ефект повторення:
У 2003 році Ллойд, Вестерман та Міллер вдались до п’яти експериментів, щоб дослідити залежність пригадування від частоти демонстрацій об'єкта, а також як від цієї частоти залежить співвідношення очікуваної і реальної плавності. В їх основі була частота, з якою вони з’являлися на першому етапі дослідження. Учасники експерименту вивчали об'єкти один або п'ять разів, а потім проходили тест на розпізнавання. До нього входила фаза праймінгу з метою підвищення легкості сприйняття половини тестових завдань. Результати показали, що фаза праймінгу мала більший вплив на розпізнавальні реакції, коли об’єкти були представлені один раз, ніж коли вони були представлені п'ять разів. Однак взаємодія між легкістю сприйняття та частотою демонстрації об’єктів була виявлена лише під час задіяння двох різних груп учасників для різних частин експерименту, тобто міжгруповий дизайн. Також було виявлено взаємодію між праймінгом у фазі підготовки та частотою демонстрацій об’єкта, виконаною за допомогою "фальшивої" маніпуляції частотою. Тобто вчені створювали у суб’єктів хибні очікування щодо частоти демонстрації об’єктів. Такі дії підтверджували значний вплив маніпуляції частотою на легкість пригадування загалом.